# Toshihiro Nagoshi
Toshihiro Nagoshi (名越 稔洋; Shimonoseki, 17 giugno 1965) è un autore di videogiochi giapponese che lavora per SEGA.

## Biografia
Nagoshi cominciò a lavorare sotto la supervisione di Yu Suzuki nel team AM2, ricoprendo il ruolo di capo designer per Virtua Racing e Daytona USA. successivamente progettò e diresse altri giochi di corse automobilistiche con AM2 come Scud Race e Daytona USA 2, nonché la serie di Virtua Striker. Nel 1998 viene promosso a capo di uno studio separato e crea Super Monkey Ball, Spikeout e Planet Harriers. Dopo che Sega cominciò a sviluppare videogiochi per conto di terze parti, Nagoshi prese la decisione di continuare a lavorare all'infuori del settore arcade. A seguito dell'accordo con Nintendo per la pubblicazione in esclusiva di Super Monkey Ball, arrivò la collaborazione con Shigeru Miyamoto per creare F-Zero GX. Con la chiusura del team Smilebit, Nagoshi ne radunò nel proprio gruppo gran parte dello staff, con lo scopo di formare un team più grande possibile per la realizzazione del progetto ad alto budget Yakuza.
Durante lo sviluppo di F-Zero GX, Toshihro Nagoshi scrisse regolarmente per la testata Edge una serie di articoli intitolati "AV Out", in riferimento sia alle iniziali di Amusement Vision, che era il nome del suo studio, e il termine elettronico "A/V".
Nel febbraio 2012 venne annunciato che Toshihiro Nagoshi sarebbe stato promosso al ruolo di responsabile creativo della Sega Corporation, decisione presa dall'amministrazione. Coprì questo ruolo per la prima volta il 1º aprile 2012.

## Videoludografia
- Virtua Racing
- Daytona USA
- Virtua Striker
- Scud Race
- SpikeOut
- Planet Harriers
- Super Monkey Ball serie
- F-Zero GX
- Binary Domain
- Yakuza serie
- Judgment
- Lost Judgment